# Clínica Burzynski
A Clínica Burzynski é uma clínica médica localizada no Texas, Estados Unidos. Foi fundada em 1976 por Stanislaw Burzynski e oferece tratamentos sem comprovação científica contra o câncer. A clínica é mais conhecida pela controvérsia da sua suposta "Terapia Antineoplastônica", uma "quimioterapia" que usa compostos por eles denominados "antineoplastônicos", criados pelo fundador da clínica nos anos 70.
A clínica tem sido foco de várias críticas por causa da forma de promoção da terapia com antineoplastônicos, dos valores pagos pelos pacientes com câncer, que pagam para participar de "ensaios" dos antineoplastônicos e também por causa de problemas na condução desses ensaios. Isso causa problemas significativos para os pacientes e, por isso, alguns casos foram levados à justiça por terem sido vendidas terapias sem a aprovação dos conselhos médicos e por outras causas.
Existe consenso científico de que a terapia antineoplastônica não funciona e há poucas possibilidades de que ela realmente venha a tratar o câncer. Testes clínicos iniciados em 1993 e patrocinados pelo National Cancer Institute foram encerrados devido à impossibilidade de se encontrar pacientes aptos para serem testados. Um estudo da  Mayo Clinic não encontrou nenhum benefício do tratamento. Mais de 60 estudos clínicos Fase 2 e Fase 3 foram registrados por Burzynski desde meados dos anos 90, mas nenhum resultado foi publicado. O Memorial Sloan-Kettering Cancer Center [en] afirmou que: "Resultado final: não existem evidências claras que apoiem os efeitos anticâncer dos tratamentos antineoplastônicos em humanos."
À partir de 1998 Burzynski foi autorizado a prescrever seus antineoplastônicos apenas como parte de um ensaio clínico registrado. Mais de sessenta ensaios foram registrados, mas apenas um foi concluído e os resultados não foram publicados. Os ensaios foram descritos pelo ex-advogado de Burzynski como uma "piada" e um "artifício".
Os ensaios foram suspensos (não foram autorizados novos pacientes) depois de uma sequência de inspecções da FDA que encontrou problemas graves (pela terceira vez consecutiva) no Conselho de Administração da clínica em janeiro de 2013. De acordo com o jornal USA Today, que acompanhou o caso de perto, os problemas estão relacionados à má conduta tanto da clínica quanto de Burzynski como investigador principal.

## Stanislaw Burzynski
Stanislaw Rajmund Burzynski é o fundador,  presidente e membro do conselho superior do controverso Burzynski Research Institute Inc., localizado em Houston e Stafford, no estado do Texas, EUA.
Ele nasceu em 23 de Janeiro de 1943, em Lublin, na Polônia. Se formou aos 24, na Medical University of Lublin [en], e publicou catorze trabalhos acadêmicos. No ano seguinte ele obteve o seu Doutorado em bioquímica.
Burzynski emigrou para os Estados Unidos em 1970, trabalhando no Baylor College of Medicine [en] até 1977, quando criou o Laboratório de Pesquisas Burzynski, onde ele administrava a terapia antineoplastônica, inicialmente para os 21 pacientes que foram tratados com o que eles achavam ser um "tratamento experimental". Essa atuação fez com que  ele fosse acusado imediatamente de conduta antiética e por isso se tornou suspeito de ser um mercador de falsas esperanças.".
Tendo se exilado da medicina convencional, Burzynski perseguiu o caminho de promover suas ofertas usando publicidade, e "buscando agressivamente... pacientes terminais de câncer", levando-o diversas vezes a uma controvérsia com a mídia.
Burzynski fundou o Instituto de Pesquisas Burzynski em 1984. Ele foi o autor de diversas publicações de pesquisa sobre antineoplastônicos e tem patentes americanas dos seus tratamentos.
Em 2013, Burzynski foi "agraciado" com o prêmio depreciativo da James Randi Educational Foundation chamado  Pigasus Award, que é dado em todos os dias 1° de Abril para desmascarar enganações e fraudes.

## Terapia Antineoplastônica
Antineoplastônica é uma palavra cunhada por Stanislaw Burzynski para um grupo de peptídeos, derivados de peptídeos e misturas usados como tratamentos alternativos do câncer. A palavra é derivada de neoplasma.
A Terapia Antineoplastônica vem sendo oferecida nos EUA desde 1984 e não foi aprovado para uso geral devido a falta de evidência clínica. Os compostos não são licenciados como drogas ao invés disso são administradas como parte dos ensaios clínicos feitos pela Clínica Burzynski e do Instituto de Pesquisas Burzynski. Apesar de Burzynski e seus associados alegarem sucesso no uso da combinação de antineoplastônicos para o tratamento de vários tipos de doenças, não há evidência de eficácia clínica para esse método.
Oncologistas descreveram os estudos de Burzynski como sendo falhos, sendo considerados "nonsense científico". Em especial, cientistas independentes foram incapazes de reproduzir os resultados positivos alegados por Burzynski em seus estudos.
Não existem evidências convincentes de nenhum teste de controle aleatório dos antineoplastônicos indicando que sejam úteis para o tratamento do câncer. A Food and Drug Administration (Administração de Drogas e Alimentos dos EUA, órgão público equivalente ao Ministério da Saúde de vários países, não aprovou o uso de antineoplastônicos para o tratamento de nenhuma doença. A American Cancer Society não encontrou nenhuma evidência de que os antineoplastônicos tenham quaisquer efeitos positivos no tratamento do câncer, e tem recomendado que as pessoas não gastem seu dinheiro em tratamentos que envolvam antineoplastônicos. Uma revisão médica de 2004 descreveu esse tratamento como sendo uma "terapia não comprovada".
Burzynski afirmou que começou a investigar o uso de antineoplastônicos depois de detectar o que ele considerou importantes diferenças nos peptídeos encontrados no sangue de pacientes de câncer e de pacientes do grupo de controle. Burzynski primeiro identificou os antineoplastônicos a partir do sangue humano. Desde então peptídeos similares foram isolados a partir da urina, e os primeiros lotes do tratamento de Burzynski foram isolados de urina coletada em um parque do Texas. Desde 1980 ele vem reproduzindo os compostos sinteticamente.
A primeira fração de peptídeos ativos identificados foram chamados de antineoplastônicos A-10 (3-fenilacetilamino-2,6-piperidinediona). Do A-10, antineoplastônico AS2-1, uma mistura de 4:1  de ácido fenilacético e fenilacetilglutamina, foram derivados. O website da Clínica Burzynski afirma que o princípio ativo do antineoplastônico A10-I é fenilacetilglutamina.

### Publicações
Burzynski publicou alguns poucos ensaios alegando efetividade para os antineoplastônicos, muito embora os revisores tenham criticado esses ensaios como sendo "desenhados de forma obscura"," e o Instituto Nacional do Câncer estadunidense afirme que nenhum relatório de controle aleatório ou ensaios mostrando a efetividade dos antineoplastônicos foi publicado em uma revista científica com revisão por pares. Pesquisadores independentes não conseguiram reproduzir os benefícios alegados por Burzynski. A evidência para a Terapia de Antineoplastônicos é, após 35 anos de pesquisa, ainda "inconclusiva".

### Estudos Fase 2
Um estudo de Fase II foi conduzido com pacientes com o astrocitoma anaplástico ou glioblastoma multiforme e foi conduzido com a supervisão do Instituto Nacional do Câncer Estadounidense. Entretanto devido aos critérios impostos por Burzynski, por mais de dois anos apenas nove pacientes se qualificaram, seis dos quais foram avaliados. Todos os seis pacientes mostraram que o tumor continava a aumentar depois de um tratamento de 16 a 66 dias, e 5 pacientes sofreram efeitos colaterais neurológicos causados pelos antineoplastônicos. Todos os nove pacientes morreram, oito deles devido ao aumento dos tumores. Os autores do estudo concluíram que: "A eficácia dos antineopastônicos A10 e AS2-1 continua indefinida. Nós fomos incapazes de detectar eficácia em nenhum dos seis pacientes acessados."
Desde que Burzynski foi forçado a administrar o tratamento apenas como parte de estudos registrados, algo como 60 estudos de Fase II foram registrados no site clinicaltrials.gov. Entretanto nenhum dos resultados desses estudos foi publicado.

### Estudos de Fase III
Em dezembro de 2010, um estudo de fase III planejado foi registrado, mas subsequentemente não abriu para recrutamento de pacientes.

### Eficácia
O consenso entre os profissionais da comunidade médica, bem representado pela Sociedade Americana do Câncer e pelo Instituto de Pesquisas do Câncer do Reino Unido entre outros, é que a terapia não é comprovada, que a Clínica Burzynski é cara e que a probabilidade de que o tratamento resulte em alguma melhora clínica como é afirmado é baixa devido à ausência de mecanismos críveis e os fracos resultados após 35 anos de investigação. Enquanto a terapia de antineoplastônicos é alardeada como sendo uma alternativa não tóxica à quimioterapia, David Gorski afirma se tratar de uma forma de quimioterapia com uma quantidade significativa de efeitos colaterais.
A eficácia clínica da terapia de antineoplastônicos e suas combinações para várias doenças tem sido sujeitos de vários estudos por Burzynski e seus associados, mas eles não produziram nenhuma evidência clara de sua eficácia. Não há nenhuma evidência de estudo aleatório controlado na literatura científica que diga que os antineoplastônicos sejam úteis para o tratamento do câncer e o FDA não aprovou o uso desses produtos para nenhuma doença. O American Cancer Society disse que desde 1983 que não há evidências de que os antineoplastônicos tragam algum efeito benéfico em relação ao câncer e recomenda que as pessoas não comprem esses produtos pois eles podem ter sérias consequências para a saúde dos pacientes que usam essa terapia. Em 2004 um relatório médico descreveu o tratamento com antineoplastônicos como uma "terapia não comprovada".
Em 1998, três proeminentes oncologistas foram indicados pela revista semanal de Washington chamada "The Cancer Letter" para conduzir uma revisão independente dos estudos clínicos de Burzynski. Eles concluiram que os estudos foram mal desenhados, que não seriam interpretáveis, e que eram "tão falhos que não se poderia nem determinar se ele realmente funcionaria". Um deles caracterizou a pesquisa como "nonsense científico". Além de questionar os métodos de pesquisa de Burzynski os oncologistas encontraram uma possibilidade considerável de toxicidade que poderia ameaçar a vida dos pacientes tratados com os antineoplastônicos.
Cientistas indepententes não conseguiram reproduzir os resultados positivos relatados nos estudos de Burzynski: O National Cancer Institute notou que nenhum pesquisador além de Burzynski e seus funcionários foram bem sucedidos em replicar os seus resultados, e o Instituto de Pesquisa de Câncer do Reino Unido [en] diz que "a evidência científica não suporta as alegações feitas de que as terapias com antineoplastônicos é eficaz em tratar ou prevenir o câncer."
A forma como é promovida a terapia de antineoplastônicos, que é chamada de "terapia geneticamente direcionada", é também controversa porque não está relacionada com a terapia genética real.

### Estudos Clínicos
Antes de 1997, pacientes simplesmente eram tratados pela cínica sem monitoramento externo. Depois de um acordo com o FDA que limitou Burzynski em administrar os antineoplastônicos somente para pacientes em estudos clínicos, Burzynski então desenhou um estudo para incluir todos os seus pacientes atuais em um grande estudo clínico como descrito pelo seu advogado, Richard Jaffe:
Jaffe ainda disse que o estudo foi desenhado de forma a que "tivéssemos certeza que Burzynski pudesse tratar novos pacientes",
Um desses estudos foi concluído e não foi publicado.

## Litígios

### Avisos do FDA
O uso de propaganda por Burzynski para sua terapia não comprovada foram tidas como ilegais tanto pelo FDA como pelo Procurador Geral do Estado do Texas, e os anúncios foram proibidos por isso.
Em 2009, o FDA emitiu uma carta de aviso para o Instituto de Pesquisa de Burzynski, dizendo que o Comitê de Revisão de Burzynski (en:Institutional Review Board ou IRB) "não aderira aos regulamentos estatutários que regulam as pesquisas em voluntários humanos." Eles identificaram um certo número de irregularidades, entre elas que o IRB aprovava a pesquisa sem garantir que o risco aos pacientes seria minimizado, que havia falhas no preparo dos procedimentos descritos e preparo da devida documentação e que o IRB falhou em cumprir com as contínuas revisões dos estudos, entre outras coisas. O instituto teve um prazo de 15 dias para identificar as falhas e prevenir novas violações.

Outro aviso foi dado em outubro de 2012 que notificou que a Clínica Burzynski estava anunciando drogas experimentais como sendo "seguras e efetivas": 
A carta exige que se parem as atividades promocionais que violam os artigos, incluindo testemunhos, entrevistas promocionais e entrevistas com Burzynski em pessoa.

### Processos Judiciais
Em 1994, um tribunal indiciou Burzynski em um caso de fraude de seguro. De acordo com a súmula do julgamento, Burzynski foi condenado por ter fraudado o seguro saúde Employee Retirement Income Security Act (ERISA) cobrando por "tratamentos" não aprovados com antineoplastônicos, violando os termos do plano de saúde que cobriu o tratamento.
Em 2010, o Comitê de Examinadores Médicos do Texas acionou Burzynski na justiça por não cumprir com os padrões médicos do Estado. Um apelo contra as restrições para anunciar seus tratamentos com base na Primeira Emenda da Constituição Americana (Que trata da Liberdade de expressão) foi negado porque o anúncio seria uma propaganda comercial que estaria promovendo uma atividade ilegal. Esse processo foi retirado em novembro de 2012 depois que um juiz permitiu que Burzynski não fosse responsabilizado por atos da equipe da sua clínica.
Em janeiro de 2012, Lola Quinlan uma paciente idosa com câncer em estágio nível IV processou Burzynski por usar de falsidade e táticas desonestas para "arrancar dela US$ 100 mil". Ela também processou a Clínica Burzynski, o Instituto de Pesquisa Burzynski e a Farmácia da Família Sulista (Southern Family Pharmacy) no tribunal do condado de Harris. Ela processou-os por negligência, representação falsa e negligente, comércio enganoso e conspiração.

### Ameaças aos críticos online
Em novembro de 2011, o compositor e editor do jornal The Observer Luke Bainbridge teve que conseguir ajuda para levantar 200 mil Libras para tratar na Clínica Burzynski sua sobrinha de 4 anos de idade, que foi diagnosticada com glioma. Diversos blogueiros comentaram os casos de pacientes que gastaram quantias semelhantes nos supostos tratamentos e depois que eles morreram começaram a questionar a validade dos tratamentos de Burzynski. Marc Stephens, que se identifica como um representante da Clínica Burzynski, enviou e-mails acusando os sites de difamação e calúnia e exigindo que os sites retirassem as postagens. Um dos blogueiros que recebeu ameaças por e-mails de Stephens foi Rhys Morgan, um estudante de 17 anos da cidade de Cardiff em Wales, na época conhecido por ter exposto um Suplemento Mineral Miraculoso. Outro foi Andy Lewis, um cético e editor do blog Quackometer. Cory Doctorow do Boing Boing resumiu as ameaças de Stephens e se referiu a elas como o efeito streisand.
Depois da publicidade negativa resultante das ameaças de processos judiciais feitas por Stephens contra os blogueiros, a Clínica Burzynski liberou um comunicado a imprensa em 29 de novembro de 2011, confirmando que a clínica contratou Stephens para "providenciar otimização pelos serviços de busca e tentar parar a disseminação de informação falsa ou imprecisa sobre o Dr. Burzynski e a sua Clínica", e se desculpou pelos comentários feitos por Stephens aos blogueiros e por revelar informação pessoal sobre eles (por exemplo: uma imagem de satélite da casa do Sr. Morgan) e anunciou que Stephens "não tinha mais relacionamentos profissionais com a Clínica Burzynski."
A história, incluindo as ameaças aos blogueiros foi relatada pelo BMJ, revista científica de grande importância conhecida anteriormente como British Medical Journal. O clínico chefe da Pesquisa de Câncer no Reino Unido expressou sua preocupação como os tratamentos oferecidos, e Andy Lewis do Quackometer e o escritor científico Simon Singh, que anteriormente havia sido processado pela Associação Britânica de Quiropráticos, disse que as leis de difamação do Reino Unido prejudicam as discussões públicas sobre ciência e medicina e assim prejudicando a saúde pública.

## Investigação do jornal diárioUSA Today
Em 15 de novembro de 2013, o jornal diário USA Today acusou Burzynski de vender "falsas esperanças às famílias" durante anos. No jornal, foi dito que:
De acordo com a repórter Szabo, como o Texas Medical Board não conseguiu cancelar sua licença para praticar medicina, e porque seu filho, Gregory Burzynskin (que também é médico) pode assumir a clínica caso algo aconteça ao seu pai, o FDA não tem como fechar a clínica de Burzynski.
Em uma entrevista para Reporting on Health, a repórter Liz Szabo explicou porque ela estava tão empenhada em escrever esse artigo. Ela afirmou o seguinte:
Liz Szabo localizou os pais de uma criança de seis anos de idade de Nova Jersey que tinha morrido justo antes do FDA interromper o ensaio clínico devido a "evento adverso grave" em junho de 2012. Ficou claro que a morte da criança tinha provocado a interrupção do ensaio, fato desconhecido aos pais dela. Essa notícia não foi publicada até que apareceu no relatório anual do Burzynski Research Institute (Instituto de Pesquisa Burzynski) à Comissão de Valores Mobiliários, enviada em 29 de maio de 2013. Na mesma entrevista, Szabo afirmou: "não tem justificativa para se deixar de fora 36 anos de controvérsias em torno desse homem, coisa que pode ser encontrada em alguns segundos de busca na internet".
De acordo com aqueles que foram consultados por Szabo, Burzynski se vale de contar casos para formar sua história. Há pessoas que acham que foram curadas e que podem não ter sido. Foram levantadas as possibilidades de erro de diagnóstico, pessoas que receberam radiação e quimioterapia antes de iniciar tratamento em sua clínica, além da dificuldade geral que existe em diagnosticar tumores cerebrais. Burzynski respondeu aos seus críticos em entrevistas chamando-os de "competidores que querem fechar sua clínica", "hooligans" e "assassinos contratados". Szabo diz:
Criticando ex-pacientes, Burzynski diz que "Atendemos pacientes de muitas origens de vida. Atendemos pessoas ótimas. Atendemos malandros. Tem prostitutas. Temos ladrões. Temos chefes da máfia. Atendemos agentes do Serviço Secreto. Muitas pessoas vêm ser atendidas, OK? Nem todas são as melhores pessoas do mundo. E muitas delas querem tirar dinheiro de nós. Elas fingem estar doentes para extorquir dinheiro de nós."
A história irá vingá-lo, diz Burzynski, do mesmo modo que vingou outros médicos "pioneiros" que foram perseguidos, tais como Louis Pasteur. No futuro, Burzynski diz, todos usarão as suas terapias, e os tratamentos de câncer usados hoje - tais como cirurgia, quimioterapia e radiação - serão tidos como barbárie. "Haverá um tempo em que as pessoas verão a luz", diz ele, "e nossos tratamentos serão usados por todos."